# Жива веселка
Жива веселка (рос. Живая радуга) — радянський художній фільм 1982 року, знятий на Кіностудії ім. М. Горького.

## Сюжет
Щоранку першокласники Міша і Катя разом йдуть в школу, де вчителька Марія Сергіївна вчить їх любити і розуміти природу. Вона водить школярів в заповідник, там вони спостерігають за життям лісових звірів. Одного разу під колесами автомобіля гине улюблена Мішина качка-квочка Чорнушка. Щоб врятувати майбутніх каченят, хлопчик разом з батьком спорудив інкубатор. Діти майже місяць стежили за температурою в інкубаторі, і настав день, коли дев'ять пташенят побачили світ…

## У ролях
- Роман Генералов — Михайло
- Катерина Личова — Катя
- Єлизавета Волкова — Майя
- Микола Бурляєв — Микола Іванович, батько Михайла
- Наталія Бондарчук — Марія Сергіївна, вчителька природознавства
- Інна Макарова — Людмила Петрівна, зоотехнік
- Стефанія Станюта — бабуся Михайла
- Олена Бондарчук — мама Михайла
- Арніс Ліцитіс — шофер КРАЗа

## Знімальна група
- Режисер — Наталія Бондарчук
- Сценарист — Євген Митько
- Оператор — Олександр Філатов
- Композитор — Борис Петров
- Художник — Борис Комяков